# Francesco Margiotta
Francesco Margiotta (* 15. Juli 1993 in Turin) ist ein italienischer Fußballspieler.

## Karriere

### Verein
Der gebürtige Turiner Margiotta durchlief die Jugend bei Juventus Turin. Danach wurde er von seinem Ausbildungsverein an einige Vereine aus der zweiten und dritten Italienischen Liga ausgeliehen, bis er 2016 in die Super League zum FC Lausanne-Sport wechselte. 
Im Winter 2018 konnte Margiotta dann von Lausanne fest verpflichtet werden, trotzdem stiegen die Westschweizer zum Ende der Saison in die Challenge League ab.
Nach einer durchzogenen Saison 2018/19 wechselte Margiotta zum FC Luzern, wo er wieder in der höchsten Schweizer Spielklasse spielt. Beim FC Luzern überzeugte Margiotta mit 11 Toren und 9 Assists. 2020 wechselte er zu Chievo Verona.

## Erfolge
FC Istiklol
- Tadschikischer Meister: 2024